# 加拉塔萨雷女排俱乐部
加拉塔萨雷女排俱乐部（英語：Galatasaray S.K.），是一個土耳其女排俱樂部，是一間位於土耳其伊斯坦堡的女排俱樂部，成立於1922年，曾五度在土耳其女排联赛中奪得冠軍。

## 球隊名單
球員名單 - 2025/2026賽季
| 球衣 | 球员                 | 生日           | 身高 (m) | 位置     |
| ---- | -------------------- | -------------- | -------- | -------- |
| 1    | 阿里·弗蘭蒂          | 1996年3月3日   | 1.85     | 主攻     |
| 2    | 伊爾金·艾丁          | 2000年1月5日   | 1.83     | 主攻     |
| 4    | 伊雷姆·努爾·奧茲索伊 | 2003年6月13日  | 1.70     | 自由球員 |
| 5    | 艾魯·阿卡塞斯梅      | 1999年10月1日  | 1.73     | 自由球員 |
| 7    | 阿斯莉·泰西默        | 2000年5月12日  | 1.80     | 主攻     |
| 8    | 婭塞明·居維利        | 1999年1月5日   | 1.88     | 副攻手   |
| 9    | 埃琳·蒂默曼          | 1998年12月30日 | 1.93     | 副攻手   |
| 10   | 艾辛·阿科約          | 1999年6月15日  | 1.88     | 副攻手   |
| 11   | 納茲·埃德米爾        | 1990年8月14日  | 1.86     | 二傳手   |
| 12   | 布里特·邦加埃茨      | 1996年11月13日 | 1.88     | 二傳手   |
| 13   | 布斯拉·居內斯        | 1997年8月8日   | 1.90     | 副攻手   |
| 14   | 艾蕾希雅·葛魯察      | 2003年6月10日  | 1.88     | 接應二傳 |
| 15   | 卡嘉·格羅貝爾納      | 1995年1月4日   | 1.88     | 接應二傳 |
| 18   | 馬蒂娜·武卡西克      | 1999年11月26日 | 1.90     | 主攻     |

教练:  馬西莫·巴波利尼

## 知名球员
- 木村沙織（2013－2014）
- 塔蒂亞娜·科舍列娃（2017－2018）
- 詹蘇·切廷（2017－2020）
- 伊馮·貝萊恩（2019－2020）
- 安蒂·瓦西蘭托納基（2019－2021、2021－2023）
- 米娜·波波維奇（2022－2023）
- 布里特·邦加埃茨（2024－）
- 埃琳·蒂默曼（2024－）
- 卡塔琳娜·拉佐維奇（2023－2025）
- 馬蒂娜·武卡西克（2025－）
- 卡嘉·格羅貝爾納（2025－）

## 歷任主教練
| 姓名                       | 在任期間   |
| -------------------------- | ---------- |
| 馬西莫·巴波利尼            | 2012－2015 |
| 阿塔曼·居内伊利吉尔        | 2015－2023 |
| 吉列爾莫·納蘭霍·埃爾南德斯 | 2023－2024 |
| 阿爾貝托·比加雷利          | 2024－2025 |
| 馬西莫·巴波利尼            | 2025－     |

## 主要成绩

### 国际赛事
- 欧洲冠军联赛
  -  亞军 (2): 2011-12, 2015-16

## 外部連結
- 官方网站 （页面存档备份，存于）